# ديف هدسون
ديف هدسون هو لاعب هوكي الجليد كندي، ولد في 28 ديسمبر 1949 في سانت توماس في كندا.

## وصلات خارجية
- ديف هدسون على موقع دوري الهوكي الوطني (الإنجليزية)
- ديف هدسون على موقع EliteProspects.com (الإنجليزية)
- ديف هدسون على موقع HockeyDB.com (الإنجليزية)
- ديف هدسون على موقع Hockey-Reference.com (الإنجليزية)